# Paulette (Steuer)
Paulette (franz., Droit annuel) war eine in Frankreich am 12. Dezember 1604 auf Vorschlag des französischen Finanziers Charles Paulet eingerichtete und nach ihm benannte Abgabe, die der König jährlich vom Einkommen sämtlicher Staatsbeamten bezog und zwar im Betrag von 1/60 dieses Einkommens. Die Paulette, durch die die Beamten sich die Erblichkeit ihrer Stellen sicherten, wurde durch die Französische Revolution beseitigt.